# Euphorbia ambarivatoensis
Euphorbia ambarivatoensis är en törelväxtart som beskrevs av Werner Rauh och Bard.-vauc.. Euphorbia ambarivatoensis ingår i släktet törlar, och familjen törelväxter. IUCN kategoriserar arten globalt som sårbar. Inga underarter finns listade i Catalogue of Life.